# Скайлар Грей
Скайлар Ґрей (англ. Skylar Grey), справжнє ім'я — Голлі Брук Гаферманн (англ. Holly Brook Hafermann; народилась 23 лютого 1986 року, Мазомані,Вісконсин, США) — американська співачка, авторка пісень, музичний продюсер, гітаристка та піаністка. Номінантка на премію «Ґреммі» (2011).

## Кар'єра
На початку своєї кар'єри дівчина підписала контракт з лейблом Machine Shop Recordings та виконала дуетом з Fort Minor пісню «Where'd You Go» під своїм ім'ям, без прізвища — Голлі Брук. Пізніше вона взяла псевдонім Скайлар Ґрей.
2006 року вона випустила свій дебютний альбом «Like Blood Like Honey». Так само вона написала три версії «Love the Way You Lie» у співавторстві з Алексом Та Кидом, який уклав з нею контракт на своєму лейблі Wonderland Music.
Відома співпраця співачки з Dr. Dre та Емінемом над піснею «I Need A Doctor».
2011 року Скайлар записала свій альбом Invinsible.
У 2012 році Скайлар співпрацювала з Slaughterhouse та Eminem і записала 2 пісні: «Our House» разом з Slaughterhouse & Eminem та «Rescue Me» разом з Slaughterhouse, які увійшли у новий альбом групи Slaughterhouse — «welcome to: OUR HOUSE».
Другий студійний альбом «Don’t Look Down», до нього увійшло 12 пісень, чотири з яких вже звучали раніше, випущений 8 липня 2013 року на лейблах KIDinaKORNER та Interscope Records

## Дискографія
- «Like Blood Like Honey» (2006)
- «Don't Look Down» (2013)
- «Natural Causes» (2016)
- «Dark Thoughts» (2020)